# Stefaan Maene
Stefaan Maene (Oostende, 13 mei 1972) is een Belgische zwemmer. Hij verbeterde tijdens zijn carrière 78 Belgische records. Hij stopte gedurende lange tijd met zwemmen omwille van familiale problemen, maar in 2005 kondigde hij zijn comeback aan om mee te doen aan de Olympische Spelen van Peking. Eind augustus 2009 gaf hij een boek uit: "100 meter tegenslag". Daarin gaf hij toe in de aanloop van Peking doping (steroïden, ventolin en clenbuterol) te hebben gebruikt. Hij heeft nooit kunnen deelnemen omdat hij in aanloop naar de spelen familiale problemen had..

## Internationale erelijst
1988:
- Europese Jeugdkampioenschappen langebaan in Amersfoort:
  - B-finale op de 400 meter wisselslag

1989:
- Europese Juniorenkampioenschappen langebaan in Leeds:
  - A-finale op de 200 meter rugslag

1991:
- Europese kampioenschappen langebaan in Athene:
  - 6e plaats (?)
- Wereldkampioenschappen langebaan Perth:
  - B-finale (10e plaats) op de 100 meter rugslag
  - B-finale (11e plaats) op de 200 meter rugslag

1992:
- Europese kampioenschappen kortebaan in Espoo:
- Olympische Spelen (langebaan) in Barcelona:
  - 7e plaats op de 200 meter rugslag
  - 10e plaats op de 100 meter rugslag

1993:
- Wereldkampioenschappen kortebaan in Palma de Mallorca:
  - 3e plaats op de 200 meter rugslag

1995:
- Europese kampioenschappen langebaan in Wenen:
  - 3e plaats op de 100 meter rugslag[2]